# AMR (síť)

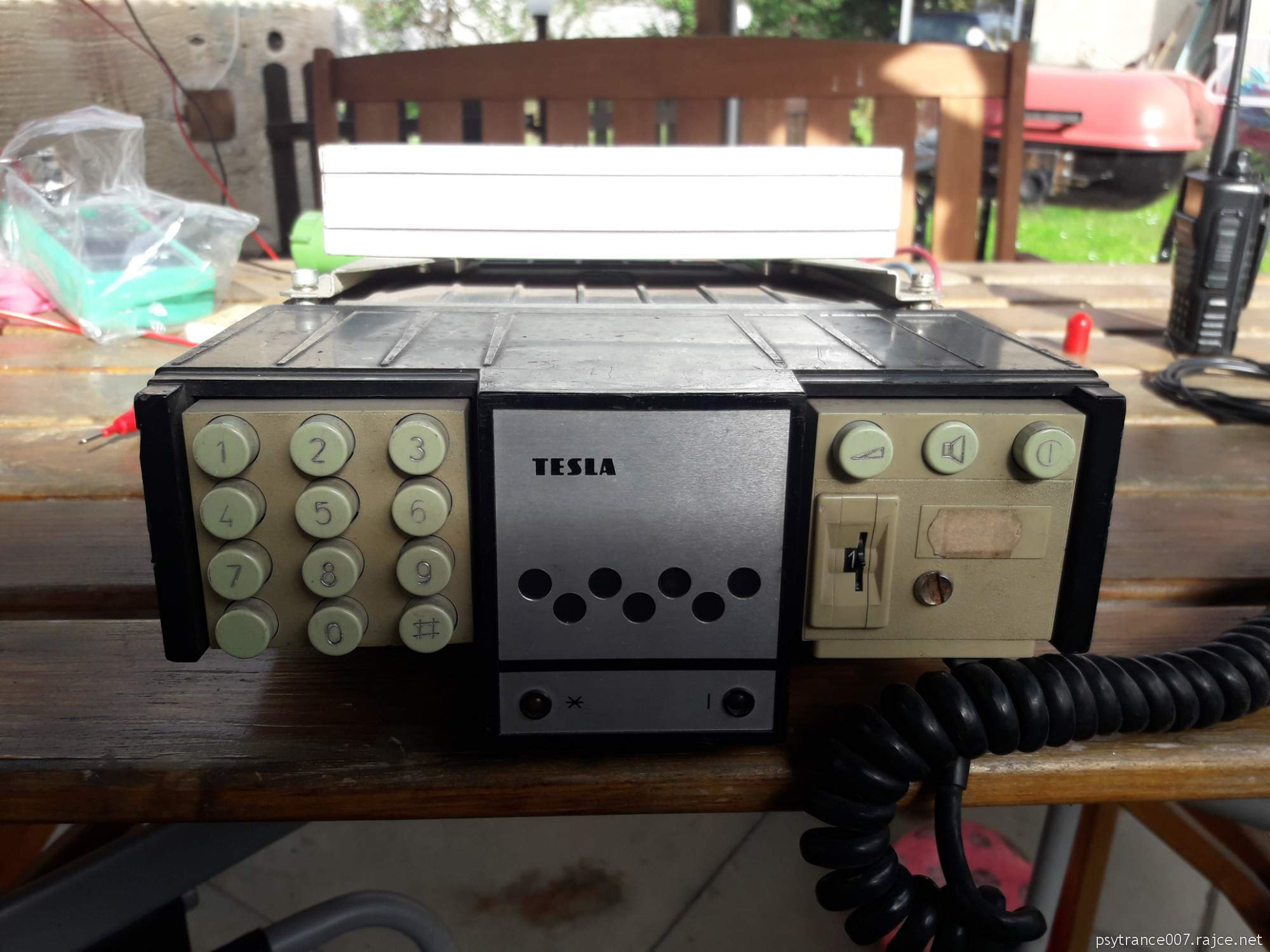
Přední panel AMR stanice Tesla

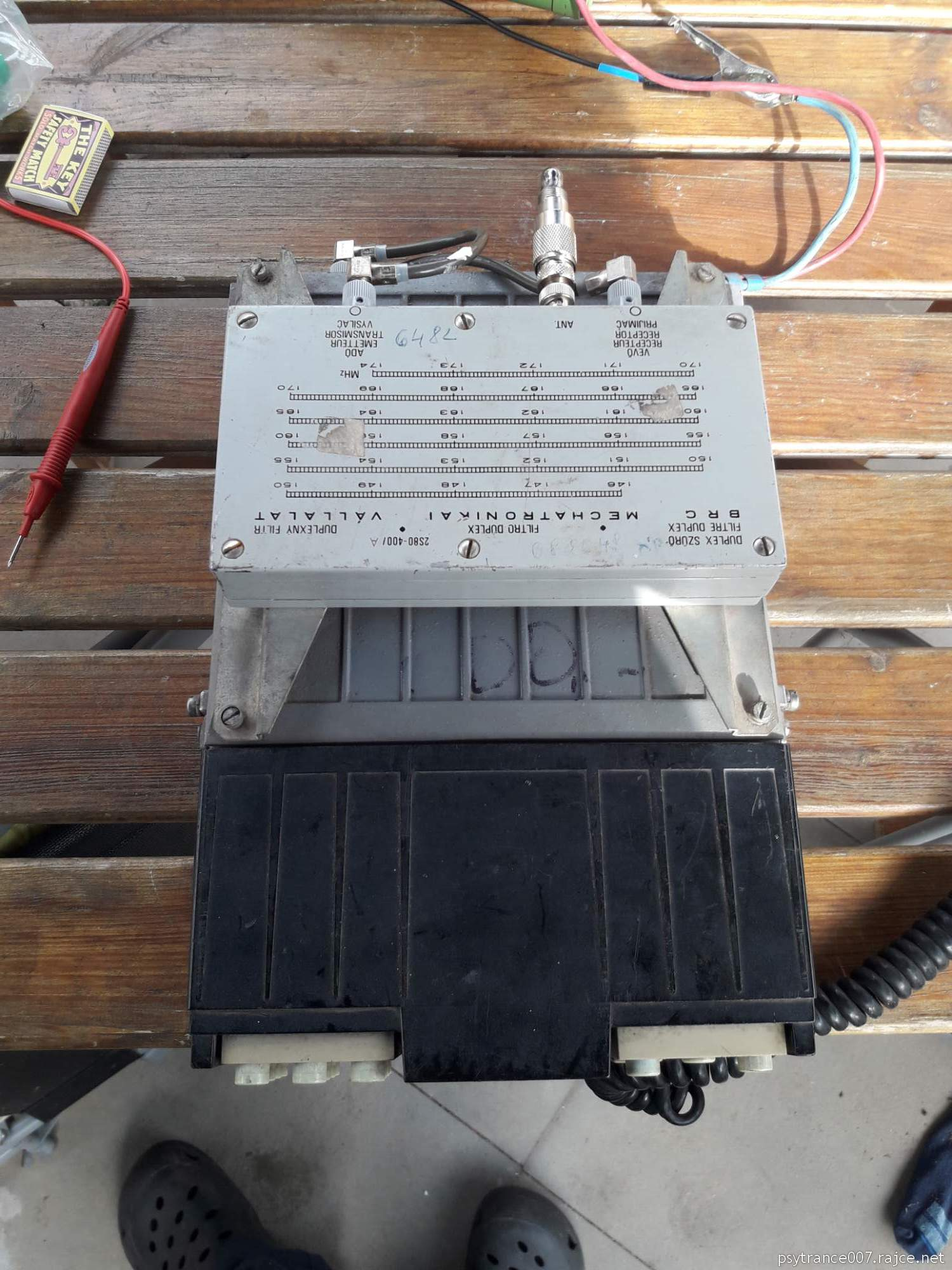
… s duplexerem

AMR (také AMRAD, automatizovaný městský radiotelefon) byla mobilní síť vyvinutá v Československu. Byla vyvinuta v pardubické Tesle, zcela nezávisle na vývoji mobilních sítí ve světě. Byla to první mobilní síť v rámci tzv. východního bloku.
Vývoj AMR začal již polovině 70. let minulého století. Nebyla v žádném případě určena pro širokou veřejnost, ale byla určena pro účely správy pošt a telekomunikací, pro komunikaci mezi pracovníky na cestách. Z toho důvodu měla oproti mobilním sítím, tak jak jsou známé dnes, mnoho omezení:
- chyběla automatická lokalizace účastníka, proto bylo při volání nutné zadat směrové číslo uzlového telefonního obvodu, ve kterém se účastník nacházel,
- pracovala pouze se 4 číselným číslovacím prostorem, tzn. maximální počet účastníků byl 9999,
- nebyly připravovány žádné jiné funkce než příchozí a odchozí hovory,
- systém neposkytoval zahraniční telefonní spojení,
- systém nepodporoval účtování hovorů.

Díky těmto omezením byl systém poměrně jednoduchý a bylo jej možné rychle implementovat.
Přestože se jednalo o jeden typ, existovaly v určité době tři takové sítě:
- experimentální, pracující na frekvenčním pásmu 162/167 MHz,
- celorepubliková (161/165 MHz).
- oblastní (152/157 MHz).

Přepínaní z jedné sítě do druhé nebylo možné bez výměny celého radiového bloku zařízení (ovládací skříňka mohla zůstat původní).
S provozem experimentální sítě se začalo v roce 1978, v roce 1983 byla spuštěna celorepubliková síť AMR a v roce 1987 byly zprovozněny "oblastní" sítě (cca o rozměru okresů). O rok později byl provoz experimentální sítě ukončen.
V porovnání se současnými sítěmi měla AMR síť několik zvláštností.
- Protože bylo nepravděpodobné, že by někdo nepovolaný odposlouchával provoz sítě AMR, nebyl tedy kmitočtově modulovaný radiový signál nijak šifrován. S vhodnou radiostanicí či přijímačem bylo možné AMR odposlouchávat stejně jako později NMT systém Eurotelu.
- Stejně tak bylo velmi nepravděpodobné, že někdo nepovolaný by vlastnil radiostanici, navíc v provedení, potřebném pro AMR (duplexní). Proto síť nepodporovala žádný způsob autentizace účastníka. Ta se objevila až v roce 1993. Původní účel systému AMR totiž spočíval především v zajištění vzájemného spojení mezi spojovými organizacemi a jejími pracovníky. Z tohoto důvodu nebyla v systému nikdy zavedena tarifikace hovorů. Brzy po zahájení provozu celostátní sítě se radiotelefony AMR rozšířily i mezi mimoresortní účastníky. Byl proto zaveden poplatek za poskytovanou službu, který mimo jiné obsahoval i hovorový paušál a účastníkům byly stanice pronajímány. Zároveň byla zavedena jakási "autentikace" mobilních stanic, komplikující zneužití systému. Tato autentikace ale byla u všech stanic stejná a tak opět nesloužila k určení konkrétního účastníka, ale jen k ochraně systému před zneužitím neoprávněnými voláními.

Několik základních technických informací o systému:
- Vzhledem k tehdejší naprosté nedostupnosti integrovaných obvodů pro DTMF volbu v zemích RVHP a zároveň výborným zkušenostem s tónovou signalizací Tesla SELECTIC používal systém naprosto ojedinělou signalizaci a přenos čísla (postupnými tóny).
- Vozidlová stanice pracovala s duplexním odstupem -4,5 MHz a VF výkonem 10 W. Používané duplexery (duplexní filtry) byly maďarské výroby, velmi robustní a z kvalitních materiálů.
- V rámci jedné sítě a jedné základnové stanice běželo vždy několik tzv. rádiových stvolů. Tyto musel operátor telefonu ručně "zkontrolovat" pomocí voliče stvolů na ovládací skříňce a teprve, když našel volný stvol, bylo možné volat.
- Mobilní stanice po rádiu potvrzovala příchozí vyzvánění, takže volající byl informován, zda volání "dorazilo" do vozidla.

Mobilní stanice indikovala ztrátu spojení se základnou.
V devadesátých letech se mobilní stanice dočkaly "inovace" modernějšími ovládacími skříňkami, s displejem a řízenými mikroprocesorem. Byla to však už jen labutí píseň systému, jeho Achillovou patou byla celková zastaralost návrhu (málo kanálů, chybějící zabezpečení a tarifikace, malá kapacita číslování).
Provoz systému AMR byl definitivně ukončen v roce 1999.